# St. Sebastian (Hetschwang)

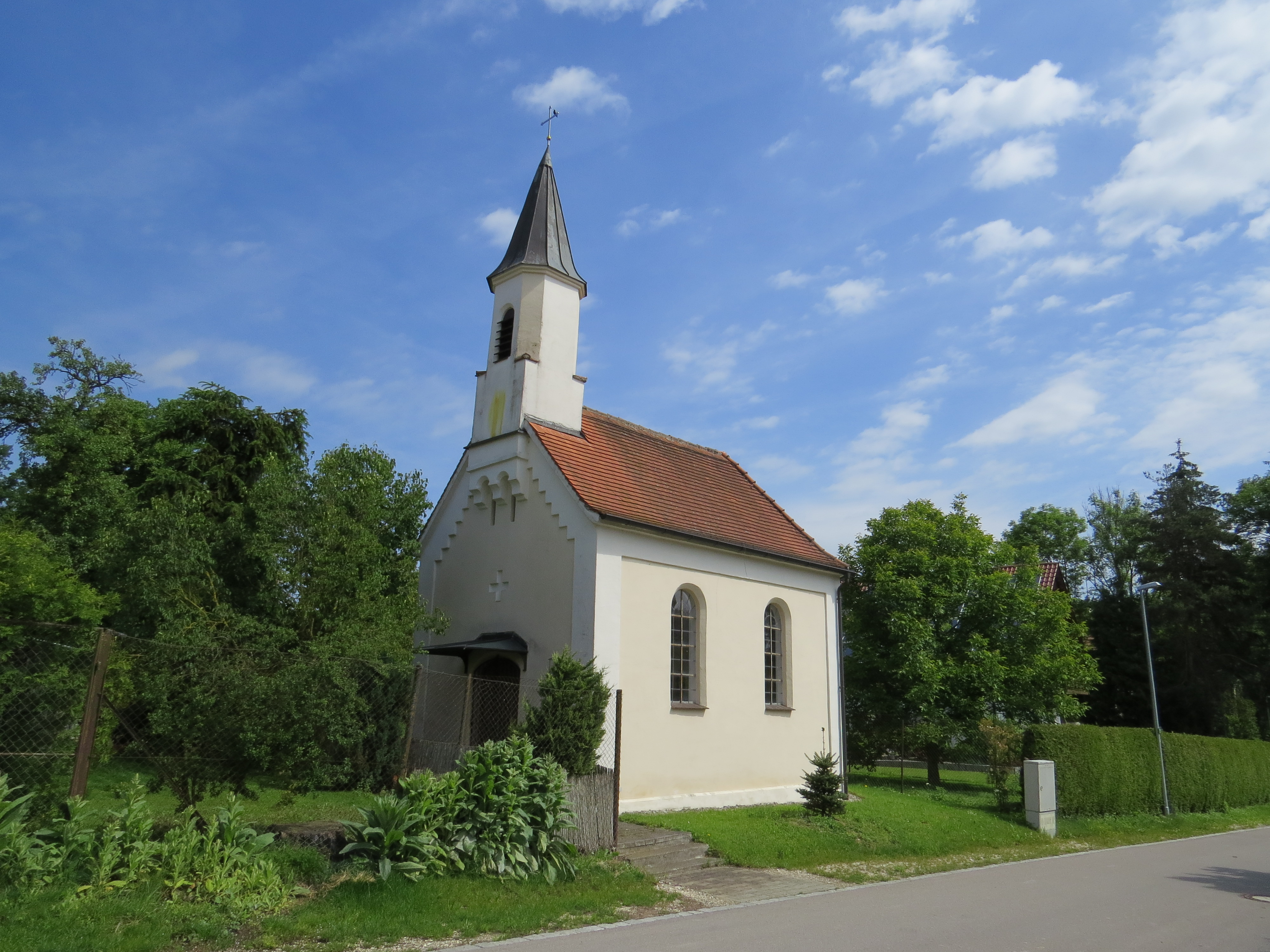
Kapelle St. Sebastian in Hetschwang

Die katholische Kapelle St. Sebastian in Hetschwang, einem Gemeindeteil von Bibertal im schwäbischen Landkreis Günzburg in Bayern, wurde in der Mitte des 19. Jahrhunderts errichtet. Die Kapelle an der St.-Sebastian-Straße 3, am westlichen Ufer des Osterbachs, ist ein geschütztes Baudenkmal.
Die kleine spätklassizistische Kapelle, die das Patrozinium des heiligen Sebastian trägt, besitzt einen Dachreiter und zwei Fensterachsen. Der Altar stammt aus der Erbauungszeit.